# San Nicola in Carcere (titre cardinalice)
Ne doit pas être confondu avec San Niccola fra le Immagini (titre cardinalice).
La diaconie cardinalice de San Nicola in Carcere est instituée autour de 731 par le pape Grégoire III, pour assister les prisonniers. Elle est créée en même temps que la diaconie de Santa Maria in Portico Octaviae, pour se substituer aux diaconies de Santi Nereo e Achilleo élevée au rang de titre presbytéral et de Sant'Alessio supprimée.
Selon les travaux de Carlo Cristofori, la dénomination populaire de ce titre San Nicola in Carcere Tulliano serait erronée, la prison Tulliano correspondant à la prison Mamertino qui se trouve au pied du Capitole, alors que la diaconie est érigée près de la prison Decemvirale.

## Titulaires
| - Ugo d'Alatri (1099-1117) - Crisogono Malcondini (ou Costantino) (1117- vers 1123) - Giovanni Dauferio (1122-1130; pseudo-cardinal de l'antipape Anaclet II, 1130-1133; 1133- vers 1135) - Ottaviano de Monticello, futur antipape Victor IV, (1138-1151) - Ottone (ou Othon) (1152-1174 ou 1175) - Vibiano (1175) - Gerardo (1175- vers 1178) - Bernardo (1178-1181) - Pietro Diana (ou Giana, ou Piacentino, ou da Piacenza) (1185-1188) - Egidio Pierleoni (1190-1194) - Gérard (ou Girard), Cist. (1198-1199) - Guido Pierleone (1205-1221) - Oddone de Monferrato (ou Othon de Montferrat) (1227-1244) - Giovanni Gaetano Orsini, futur pape Nicolas III, (1244-1277) - Benoît sous le pontificat de Martin IV (1281-1285). - Guglielmo Longhi (1294-1319) - Landolfo Maramaldo (1381-1415) - Rodrigo Lanzol-Borja y Borja, futur pape Alexandre VI, (1456-1484) - Giovanni Battista Savelli (1484-1498) - Amanieu d'Albret (1500-1520) - Agostino Trivulzio, in commendam (1520-1531) - Íñigo López de Mendoza y Zúñiga (1531-1537) - Rodrigo Luis de Borja y de Castre-Pinós (1537) - Girolamo Grimaldi, in commendam (1537-1538) - Niccolò Caetani (1538-1552) - Giacomo Savelli (1552-1558) - Giovanni Battista Consiglieri (1558-1559) - Carlo Caraffa (1560-1561) - Francesco Gonzaga (1561-1562) - Georges d'Armagnac (1562-1585) - Francesco Sforza (1585-1588) - Ascanio Colonna (1588-1591) - Federico Borromeo sénior (1591-1593) - Pietro Aldobrandini (1593-1604) - Carlo Emmanuele Pio di Savoia (1604-1623) - Carlo de' Medici (1623-1644) | - Giangiacomo Teodoro Trivulzio (1644) - Rinaldo d'Este (1644-1668) - Friedrich von Hessen-Darmstadt (1668-1670) - Paolo Savelli (1670-1678) - Urbano Sacchetti (1681-1689) - Gianfrancesco Ginetti (1689-1691) - Henri Albert de La Grange d'Arquien (1699-1707) - Lorenzo Altieri (1707-1718) - Damian Hugo Philipp von Schönborn (1721) - Antonio Banchieri (1728-1733) - Carlo della Torre Rezzonico, futur pape Clément XIII, (1738-1747) - Mario Bolognetti (1747-1751) - Domenico Orsini d'Aragona (1753-1763) - Giovanni Battista Rezzonico (1770-1783) - Romoaldo Braschi-Onesti (1787-1800) - Marino Carafa di Belvedere (1801-1807) - Pietro Vidoni junior (1816-1830) - Nicola Grimaldi (1834-1845) - Giuseppe Antonio Zacchia Rondinini (1845) - Pietro Marini (1847-1863) - Camillo Tarquini, S.J. (1874) - Domenico Bartolini (1875-1876) - Joseph Hergenröther (1879-1888) - Gaetano De Lai (1907-1911) - Giuseppe Mori (1922-1933); titre pro illa vice (1934) - Nicola Canali (1935-1961) - Patrick Louis O'Boyle; titre pro illa vice (1967-1987) - Hans Urs von Balthasar (1988) - Alois Grillmeier, S.J. (1994-1998) - Zenon Grocholewski (2001-2011); titre pro hac vice (2011-2020) - Silvano Tomasi (2020-...) |

## Sources
- (it) Cet article est partiellement ou en totalité issu de l’article de Wikipédia en italien intitulé « San Nicola in Carcere (diaconia) » (voir la liste des auteurs).